# كريل جؤجؤي
ايفوزي جؤجؤي أو كريل جؤجؤي (الاسم العلمي:Stylocheiron carinatum) هو نوع من الحيوانات البحرية يتبع جنس ايفوزي قلمي اليد من فصيلة الايفوزية.